# Deuxième circonscription de Dedo
La deuxième circonscription de Dedo est une des 177 circonscriptions législatives de l'État fédéré Oromia, elle se situe dans la Zone Jimma. Son représentant actuel est Seid Ababor Abawaj.